# Robert Fauvel
Pour les articles homonymes, voir Fauvel.
Robert Fauvel, sieur de Doudeauville, né vers la fin du XVIe siècle à Rouen où il est mort le 17 septembre 1661, est un voyageur français.

## Biographie
Maître en la cour des comptes de Rouen, ayant beaucoup de dévotion et la passion des voyages, Robert Fauvel fit, en compagnie de MM. de Fermanel, conseiller au Parlement de Normandie, Baudoin de Launay et Vincent Stochove de Sainte-Catherine, gentilhomme flamand, un voyage en Palestine, pour visiter les Lieux Saints.
Partis de Paris le 15 mars 1630, ils étaient de retour le 4 août 1632. D’abord publiée en Flandre par Stochove de Sainte-Catherine, la relation de ce pèlerinage eut trois éditions avant d’être réimprimée à Rouen. La Bibliothèque de Rouen possède, avec un exemplaire de l’édition de 1664, un manuscrit à peu près conforme à l’imprimé ayant probablement appartenu à Fauvel.

## Œuvre
- Le Voyage d’Italie et du Levant fait en 1630 par MM. Fermanel, Fauvel, Baudouin, sieur de Launay et Stochove, sieur de Sainte-Catherine, contenant la description des royaumes, provinces, gouvernemens, villes, bourgs, villages, églises, palais, mosquées, édifices anciens et modernes, vies, mœurs, actions, tant des Italiens que des Turcs, Juifs, Grecs, Arabes, Arméniens... avec plusieurs remarques, merveilles et prodiges desdits pays, recueillis des escrits faits par lesdits sieurs pendant ledit voyage, Rouen, J. Hérault, 1664, In-8° ; réimp. Paris, Institut français d’archéologie orientale, 1975